# Severino Canavesi
Severino Canavesi (Gorla Maggiore, 27 gennaio 1911 – Gorla Maggiore, 30 gennaio 1990) è stato un ciclista su strada e ciclocrossista italiano, professionista tra il 1931 e il 1948.

## Carriera
Professionista dal 1931, corse tra le altre per la Gloria, la Legnano, la Ganna, la Bianchi e la Arbos. Nel 1934 fu campione italiano di ciclocross e si impose nella Tre Valli Varesine. Vinse anche la Coppa Bernocchi nel 1941, la Coppa Marin nel 1942 e ottenne il titolo di campione italiano nel 1945 imponendosi nella prova unica con traguardo ad Angera.
Concluse cinque edizioni del Giro d'Italia, su nove partecipazioni, tra i primi dieci: fu terzo nel 1936 (a 7'49" da Gino Bartali) e nel 1938 (a 9'06" da Giovanni Valetti), quarto nel 1937 e nel 1939 e quinto nel 1940.
Il figlio Angelo, benzinaio, nel 2010 fu vittima di un episodio di cronaca nera, rimanendo ucciso nel corso di una rapina al suo distributore di benzina.

## Palmarès

### Strada
- 1929 (dilettanti)

Coppa San Geo
- 1934 (Legnano, una vittoria)

Tre Valli Varesine
- 1941 (Gloria, una vittoria)

Coppa Bernocchi
- 1942 (Gloria, una vittoria)

Coppa Piero Marin
- 1945 (U.S. Legnanese, una vittoria)

Campionati italiani, Prova in linea

#### Altri successi
- 1944 (U.S. Legnanese)

1ª tappa, 1ª semitappa Coppa Mario Maga

### Ciclocross
- 1934

Campionato lombardo, Classifica a punti
Campionato italiano

## Piazzamenti

### Grandi Giri
- Giro d'Italia

1931: 14º
1934: non partito (2ª tappa)
1936: 3º
1937: 4º
1938: 3º
1939: 4º
1940: 5º
1946: ritirato
1947: 19º
1948: ritirato

### Classiche monumento
- Milano-Sanremo

1931: 21º
1932: 48º
1934: 14º
1937: 22º
1938: 27º
1940: 10º
1941: 20º
1942: 30º
1943: 8º
1946: 5º
1948: 14º
1949: 84º
- Giro di Lombardia

1931: 12º
1933: 30º
1934: 8º
1935: 12º
1936: 9º
1937: 4º
1938: 7º
1939: 7º
1940: 5º
1941: 3º
1942: 7º
1945: 8º
1946: 10º
1947: 11º
1948: 19º